# エルール
エルール（ヘブライ語: אֱלוּל、英語: Elul）はユダヤ暦の月。

## 概要
月名はバビロニア暦のeluluに由来し、ネヘミヤ記（6:15）に記載がある。現代で使用されている政治暦では12月であるが、古代使用されていた宗教暦ではニサンの月から数えるため6月となる。詳しくはユダヤ暦#宗教暦と政治暦を参照のこと。
月の長さは29日間であり、グレゴリオ暦では、8月から9月の時期にあたる。